# Katalanische Mauereidechse

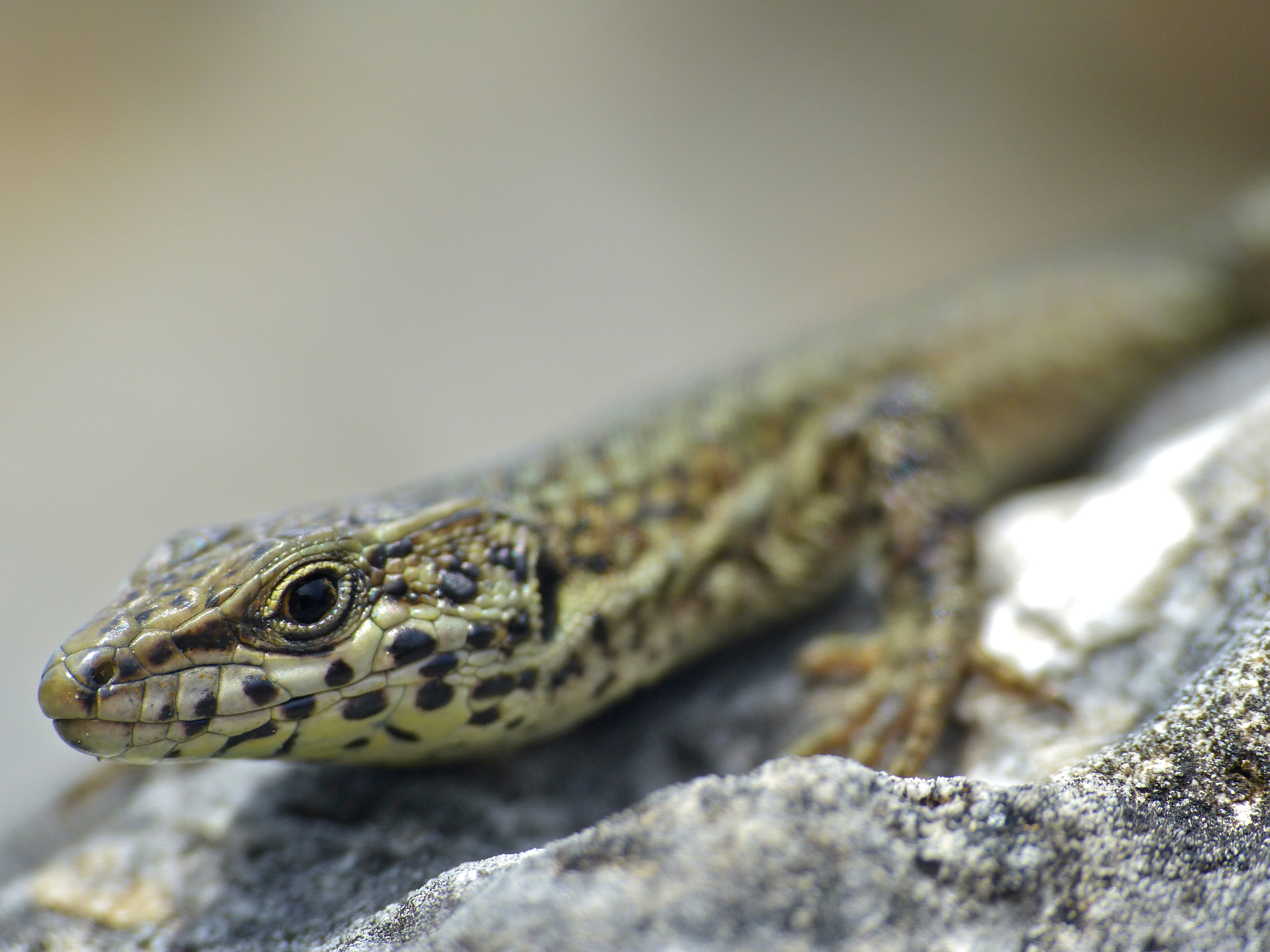
Kopfansicht eines Exemplars.

Die Katalanische Mauereidechse (Podarcis liolepis), auch Katalonische Mauereidechse genannt, gehört zur Gattung der Mauereidechsen (Podarcis) innerhalb der Familie der Echten Eidechsen (Lacertidae) und lebt im Nordosten der Iberischen Halbinsel. Sie galt lange Zeit als Unterart anderer Mauereidechsen-Arten.

## Merkmale
Kleine bis mittelgroße Mauereidechse mit einer Gesamtlänge bis 14,5 cm und einer Kopf-Rumpf-Länge bis 7 cm bei den Männchen und bis 6,7 cm bei den Weibchen. Auf den Columbretes wird die Art etwas größer, mit Kopf-Rumpf-Längen von bis zu 7,4 cm bei den Männchen und 7,1 cm bei den Weibchen. Die Art hat einen schlanken Kopf mit einer abgeflachten Schnauzenregion. Ein großes Schläfenschild (Massetericum) ist meist vorhanden. Die Rückenschuppen sind sehr klein und meist glatt, gelegentlich schwach gekielt. Jederseits befinden sich 14–22 Schenkelporen an der Hinterkante der Oberschenkel. Die Grundfarbe der Oberseite ist meist bräunlich oder gräulich, manchmal mit grünlich-blauem Anflug oder auch olivgrün. Häufig findet sich ein dunkelbrauner Mittelrückenstreifen, der auch in Flecken aufgelöst sein kann oder gänzlich fehlt. Männchen oft mit netzartiger dunkler Zeichnung. Kehle und Hals sind nur ganz schwach dunkel gefleckt, der Bauch ist ungefleckt und weiß, rosafarben oder rötlich, jedoch niemals gelb, wobei die Weibchen manchmal eine gelbe Halsunterseite aufweisen. Die Jungtiere haben meist braune Rücken und blaue oder türkisfarbene Schwänze.

## Verwechslungsarten
Die Mauereidechse (Podarcis muralis) weist eine kräftig gefleckte Unterseite auf und die Jungtiere haben keine türkisfarbenen Schwänze. Durch den meist vorhandenen Rückenmittelstreifen in Kombination mit einem deutlichen Massetericum unterscheidet sich die Katalanische Mauereidechse von den anderen Formen des P. hispanicus-Komplexes (z. B. Spanische Mauereidechse (Podarcis hispanicus) oder Bocages Mauereidechse (Podarcis bocagei)). In der Region nördlich von Benidorm kommen oberseits ausgesprochen grün gefärbte Tiere vor, vor allem die Männchen. Deren Zugehörigkeit müsste noch durch genetische Studien geklärt werden. Bei ihnen fehlt die dunkle Rückenmittellinie oder ist nur schwach ausgeprägt und dann ungegabelt. Bei Podarcis hispanicus ist die Linie in der Regel auf dem Vorderrücken gegabelt und der Rücken zeigt eine hellbraune Grundfarbe, aber keine kräftigen Grüntöne.

## Verbreitung

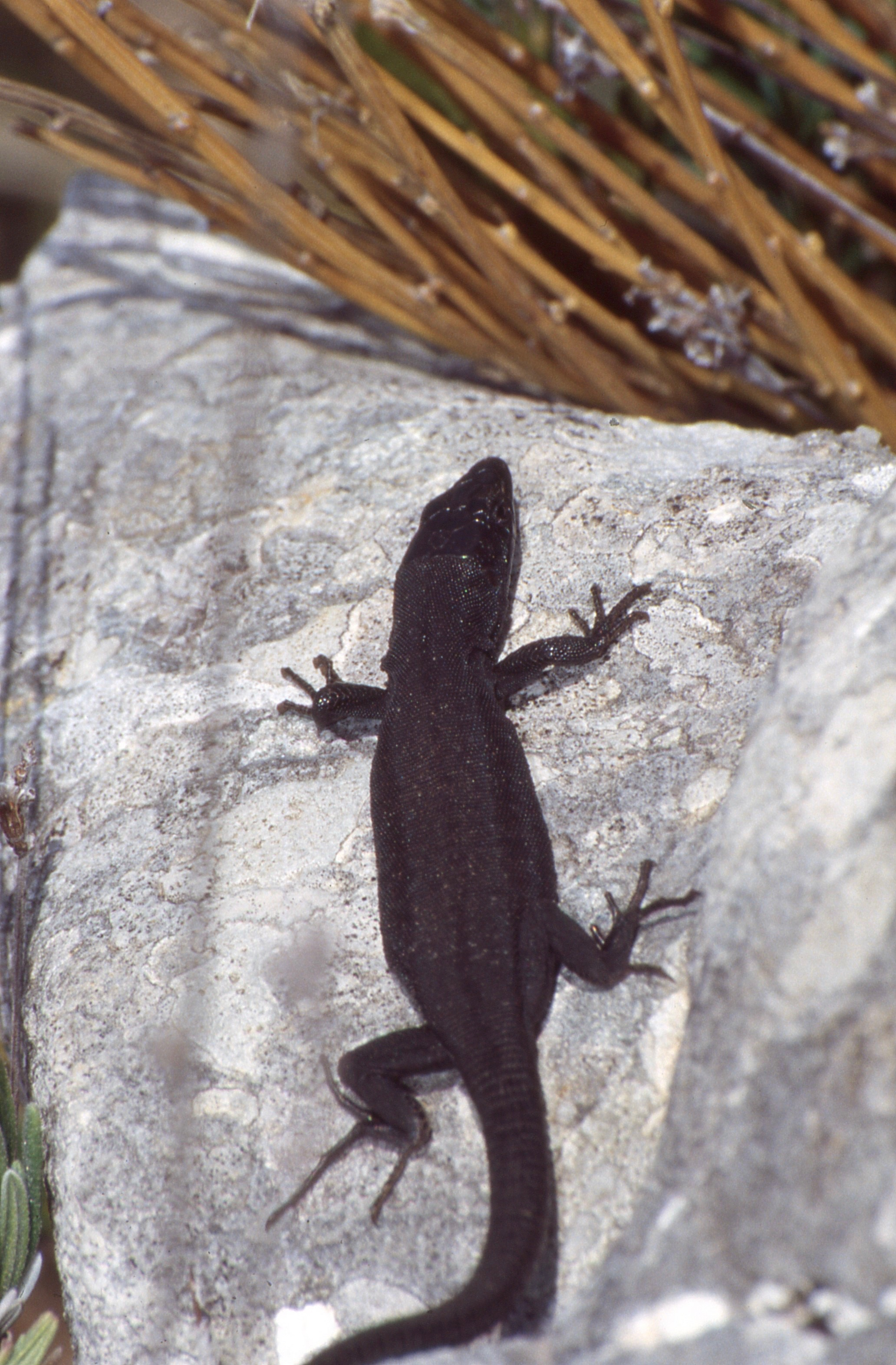
Ein dunkel gefärbtes (melanistisches) Exemplar.

Das Verbreitungsgebiet der Art liegt im Norden und Nordosten Spaniens und im Südwesten von Frankreich. Dabei bewohnt sie auch die Columbretes-Inseln und Andorra. In Frankreich ist das natürliche Areal auf die Regionen Okzitanien und Nouvelle-Aquitaine beschränkt, weiter östlich, z. B. südlich von Lyon oder Toulouse ist die Art eingeschleppt. Namensgebend ist das Vorkommen in der spanischen Region Katalonien. Daneben ist sie weit verbreitet in den spanischen Regionen Aragonien, Kastilien und León, Navarra, La Rioja, dem Baskenland und Kantabrien.
In Deutschland wurden Katalanische Mauereidechse bei Nörten-Hardenberg ausgesetzt. Die Population ist seit längerem fest etabliert.

## Lebensraum
Von Meeresspiegelhöhe bis 2750 m über NN in den Ost-Pyrenäen. Verbreitet in vielen Lebensraumtypen, besonders in durch Steine und Fels geprägten, dabei oft vegetationsarmen Gebieten. In Städten häufig an alten Gebäuden mit unverfugten Mauern und auf Schutthaufen. Zum Teil kommt die Art zusammen mit der Mauereidechse (Podarcis muralis) vor, wobei dann die Katalanische Mauereidechse die Felsen bevorzugt, während letztere häufig am Boden lebt.

## Lebensweise
In klimatisch begünstigten tieferen Lagen ganzjährig aktiv, bei verminderter Aktivität im Dezember/Januar. In Gebirgslagen findet von Oktober bis März eine Überwinterung statt, auch auf den Columbreten wird von November bis Februar überwintert. Die Hauptaktivität liegt in den Monaten März bis Mai, in denen die Fortpflanzung erfolgt. Die Weibchen setzen ein bis drei Gelege je Saison ab, von denen jedes 1 bis 4 Eier von 12 × 6 mm Größe enthält. Ab Anfang Juni schlüpfen die Jungtiere. Die Nahrung besteht vor allem aus Insekten, wie Zweiflüglern, Zikaden, Käfern, Ameisen, Heuschrecken und Schmetterlingsraupen, sowie Spinnen. Daneben wird auch pflanzliche Nahrung aufgenommen, vor allem auf den Columbreten. Konkrete Angaben zu den Fressfeinden scheinen nicht vorzuliegen, doch könnten in Gebieten mit der Mauereidechse diese den kleinerwüchsigen Katalanischen Mauereidechsen gefährlich werden.
Die Art ist vor allem in Siedlungen und Städten kaum scheu. Ihre Fluchtdistanz ist geringer als die der Mauereidechse und die Art bleibt nach einer Flucht weniger lange in ihrem Versteck.

## Gefährdung
Meist häufig und aufs Ganze wohl nicht gefährdet. Jedoch wird von starken Rückgängen im urbanen Bereich, z. B. Barcelona, berichtet. Die Populationen auf den Columbretes-Inseln sind durch Zunahme der dortigen Möwenkolonien bedroht.

## Taxonomie

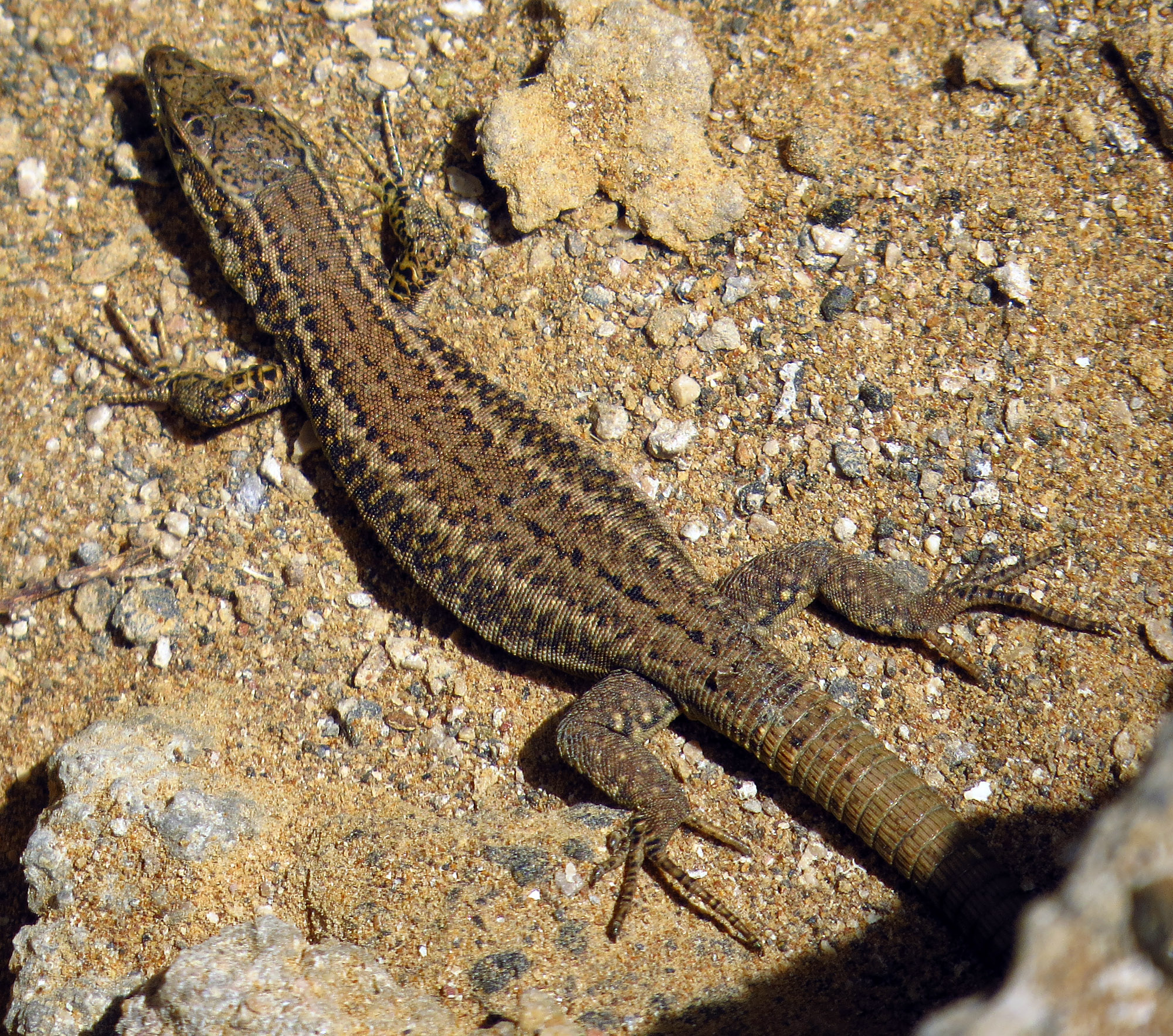
Eine Columbretes-Mauereidechse (Podarcis liolepis atrata).

Die Art wurde als Unterart der Mauereidechse (Podarcis muralis) erstbeschrieben. Später wurde sie der Spanischen Mauereidechse (Podarcis hispanicus) oder Bocages Mauereidechse (Podarcis bocagei) zugeordnet. Die Unterart Columbretes-Mauereidechse galt lange Zeit als eigene Art (Podarcis atrata).
Die Unterarten der Katalanischen Mauereidechse sind nicht abschließend geklärt. Podarcis liolepis atrata wird in der Regel immer anerkannt, die Unterarten P.l.cebennensis, P.l.sebastiani, P.l.mancolibrensis und P.l.columbretensis sind umstritten.